# Charles Osgood

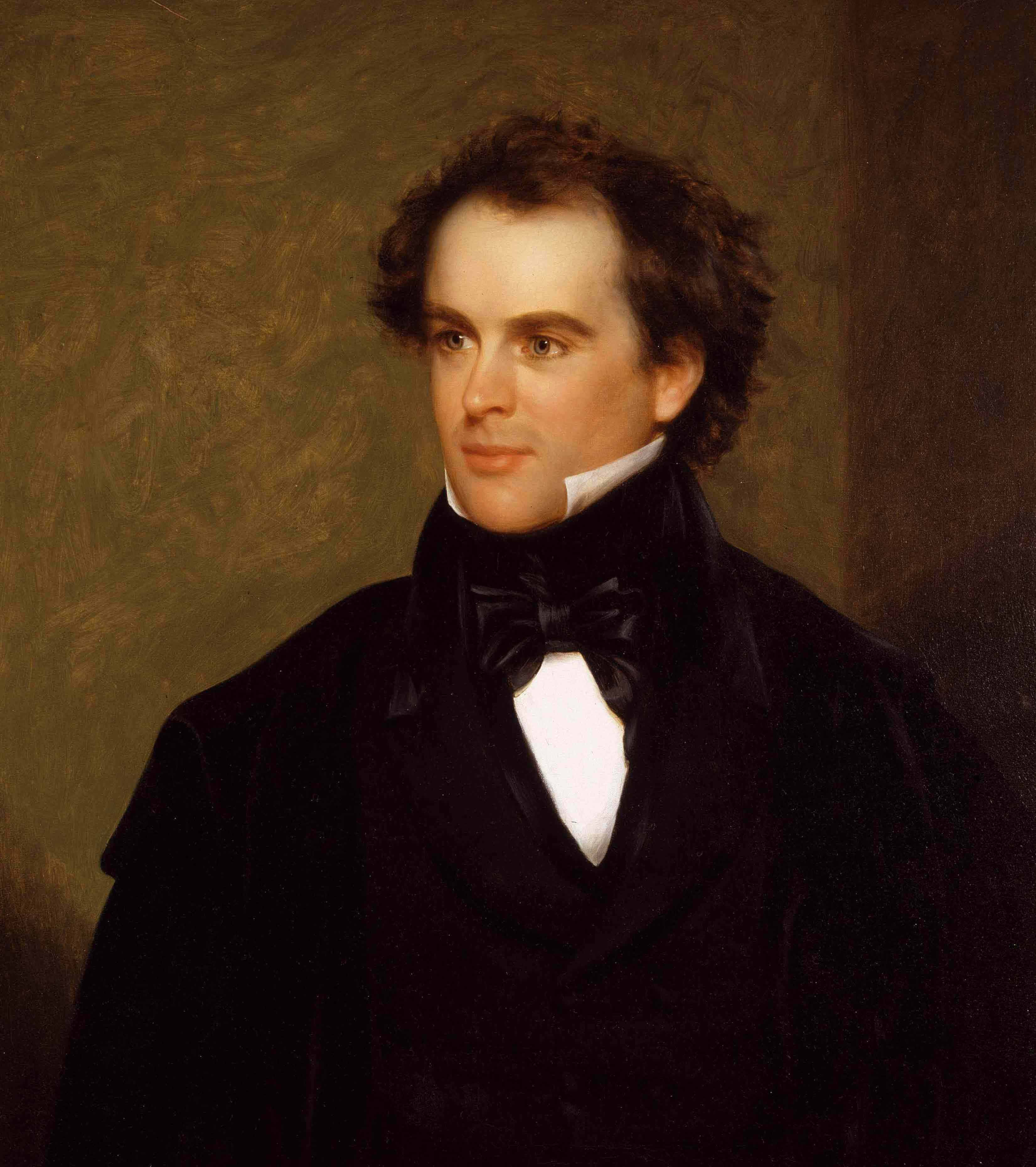
Charles Osgood:
Porträt Nathaniel Hawthorne, 1840,
Peabody Essex Museum, Salem

Charles Osgood (* 25. Februar 1809 in Salem, Massachusetts; † 2. Juni 1890 ebenda) war ein amerikanischer Maler.

## Leben
Charles Osgood kam 1809 als Sohn des Kapitäns Nathaniel Osgood und seiner Frau Elizabeth, geborene Cowan, zur Welt. Er war das zweite von acht Kindern. In Salem besuchte er die Mr. Archer’s School. Er erhielt seine künstlerische Ausbildung in Boston beim Porträtmaler Chester Harding (1792–1866) und kopierte einige seiner Werke, wie das Bildnis von Präsident John Quincy Adams. Bereits im Alter von 18 Jahren eröffnete er sein erstes Atelier. Im Folgejahr ging er zurück nach Salem, wo er, nur unterbrochen von einem einjährigen Aufenthalt in New York City um 1840, bis an sein Lebensende lebte. 1838 heiratete er Susan (Susannah) Ward, die 1844 nach der Geburt des vierten Kindes verstarb. Über seine Frau war Osgood mit dem Maler Abel Nichols (1815–1860) verwandt und erteilte ihm Malunterricht.
Im Werk von Charles Osgood finden sich zwar auch einige Landschaftsbilder, sein Hauptschaffen lag jedoch auf Bildnissen – teilweise als Miniaturmalerei ausgeführt – von Bürgern aus Salem und der Umgebung. Allein von 1827 bis 1863 schuf er so annähernd 1000 Werke. Zu seinen bekanntesten Arbeiten gehört das Porträt des ebenfalls aus Salem stammenden Schriftstellers Nathaniel Hawthorne. Als Salems führender Porträtmaler in der Mitte des 19. Jahrhunderts fand er 1863 Aufnahme ins Essex Institute, eine wissenschaftlich-kulturelle Gesellschaft. Aufgrund seiner Bedeutung als Chronist seiner Zeit und der Regionalgeschichte im Raum Salem und Boston finden sich seine Werke meist in historischen Häusern und lokalen Geschichtsmuseen wie dem Peabody Essex Museum in Salem und dem Worcester Historical Museum. Zu den wenigen Kunstmuseen, die seine Werke zeigen, gehören das Indiana University Art Museum in Bloomington (Indiana) und das Bowdoin College Museum of Art in Brunswick (Maine).